# Griff
Griff är en amerikansk deckarserie som producerades av Universal Television och sändes av ABC mellan 1973 och 1974.

## Handling
Privatdetektiven "Griff" Griffin, ex-polis, och hans partner Mike Murdock löser brott i Los Angeles.

## Rollista i urval
- Lorne Greene – Wade "Griff" Griffin
- Ben Murphy – Michael "Mike" Murdock
- Vic Tayback - poliskapten Barney Marcus
- Patricia Stich – Gracie Newcombe